# When We All Fall Asleep, Where Do We Go?
When We All Fall Asleep, Where Do We Go? (Eigenschreibweise in Versalien: WHEN WE ALL FALL ASLEEP, WHERE DO WE GO?) ist das Debütalbum der US-amerikanischen Sängerin Billie Eilish. Es wurde am 29. März 2019 über das Label Interscope Records veröffentlicht.

## Stil
Jürgen Ziemer von der deutschen Ausgabe des Magazins Rolling Stone beschreibt das Album folgendermaßen: „Texte über universelle Teenager-Traumata, verpackt als Horror-Comic und mit knisternden Electro-Beats in die Kinderzimmer getrieben“.

## Mitwirkende
- Billie Eilish – Autorin, Gesang (Titel: 1–6, 8, 10–14), Produzentin (Titel: 2)
- Finneas O’Connell – Autor, Produzent
- Rob Kinelski – Abmischung
- John Greenhm – Mastering

## Titelliste
Alle Titel wurden, sofern nicht anders angegeben, von Billie Eilish O’Connell und Finneas O’Connell geschrieben.
| Nr.          | Titel                         | Autor(en)    | Länge |
| ------------ | ----------------------------- | ------------ | ----- |
| 1.           | !!!!!!!                       |              | 0:14  |
| 2.           | Bad Guy                       |              | 3:14  |
| 3.           | Xanny                         |              | 4:04  |
| 4.           | You Should See Me in a Crown  |              | 3:02  |
| 5.           | All the Good Girls Go to Hell |              | 2:49  |
| 6.           | Wish You Were Gay             |              | 3:42  |
| 7.           | When the Party’s Over         | F. O’Connell | 3:16  |
| 8.           | 8                             |              | 2:53  |
| 9.           | My Strange Addiction          | F. O’Connell | 3:00  |
| 10.          | Bury a Friend                 |              | 3:13  |
| 11.          | Ilomilo                       |              | 2:36  |
| 12.          | Listen Before I Go            |              | 4:03  |
| 13.          | I Love You                    |              | 4:52  |
| 14.          | Goodbye                       |              | 1:59  |
| Gesamtlänge: | Gesamtlänge:                  | Gesamtlänge: | 42:48 |

Notiz
Alle Titel sind in Kleinbuchstaben geschrieben.

## Singles
| Jahr | Titel                         | Höchstplatzierung, Gesamtwochen, AuszeichnungChartplatzierungen (Jahr, Titel, , Platzierungen, Wochen, Auszeichnungen, Anmerkungen) | Höchstplatzierung, Gesamtwochen, AuszeichnungChartplatzierungen (Jahr, Titel, , Platzierungen, Wochen, Auszeichnungen, Anmerkungen) | Höchstplatzierung, Gesamtwochen, AuszeichnungChartplatzierungen (Jahr, Titel, , Platzierungen, Wochen, Auszeichnungen, Anmerkungen) | Höchstplatzierung, Gesamtwochen, AuszeichnungChartplatzierungen (Jahr, Titel, , Platzierungen, Wochen, Auszeichnungen, Anmerkungen) | Höchstplatzierung, Gesamtwochen, AuszeichnungChartplatzierungen (Jahr, Titel, , Platzierungen, Wochen, Auszeichnungen, Anmerkungen) | Anmerkungen                                                         |
| Jahr | Titel                         | DE | AT | CH | UK | US | Anmerkungen                                                         |
| --- | ----------------------------- | --- | --- | --- | --- | --- | ------------------------------------------------------------------- |
| 2018 | You Should See Me in a Crown  | DE79 Gold · (1 Wo.)DE | AT— PlatinAT | CH— PlatinCH | UK60 Platin · (6 Wo.)UK | US41 ×2Doppelplatin · (8 Wo.)US | Erstveröffentlichung: 18. Juli 2018 Verkäufe: + 4.170.000           |
| 2018 | When the Party’s Over         | DE45 Platin · (15 Wo.)DE | AT25 ×2Doppelplatin · (19 Wo.)AT | CH23 ×3Dreifachplatin · (49 Wo.)CH                                                                                                  | UK21 ×2Doppelplatin · (19 Wo.)UK | US29 ×4Vierfachplatin · (32 Wo.)US                                                                                                  | Erstveröffentlichung: 17. Oktober 2018 Verkäufe: + 9.313.333        |
| 2019 | Bury a Friend                 | DE14 Gold · (16 Wo.)DE | AT6 Platin · (19 Wo.)AT | CH10 ×2Doppelplatin · (19 Wo.)CH | UK6 Platin · (21 Wo.)UK | US14 ×3Dreifachplatin · (20 Wo.)US                                                                                                  | Erstveröffentlichung: 30. Januar 2019 Verkäufe: + 6.530.000         |
| 2019 | Wish You Were Gay             | DE52 (3 Wo.)DE | AT16 Platin · (7 Wo.)AT | CH46 Platin · (2 Wo.)CH | UK13 Platin · (9 Wo.)UK | US31 Platin · (11 Wo.)US | Erstveröffentlichung: 4. März 2019 Verkäufe: + 2.680.000            |
| 2019 | Bad Guy                       | DE4 Diamant · (66 Wo.)DE | AT2 ×5Fünffachplatin · (66 Wo.)AT                                                                                                   | CH2 ×5Fünffachplatin · (86 Wo.)CH                                                                                                   | UK2 ×4Vierfachplatin · (68 Wo.)UK                                                                                                   | US1 Diamant · (49 Wo.)US | Erstveröffentlichung: 29. März 2019 Verkäufe: + 22.462.333          |
| 2019 | All the Good Girls Go to Hell | DE63 (2 Wo.)DE | AT— PlatinAT | — | UK77 Gold · (5 Wo.)UK | US46 Platin · (7 Wo.)US | Erstveröffentlichung: 6. September 2019 Verkäufe: + 2.095.000       |
| 2021 | Ilomilo                       | DE98 (1 Wo.)DE | AT— GoldAT | — | UK— SilberUK | US62 Gold · (1 Wo.)US | Erstveröffentlichung: 22. Februar 2021 (Live) Verkäufe: + 1.085.000 |
| Folgende Lieder erschienen nicht als Single, wurden aber durch das Album zum Download und Streaming bereitgestellt und konnten somit eine Platzierung erlangen: |                               | | | | | |                                                                     |
| |                               | | | | | |                                                                     |
| 2019 | Xanny                         | DE78 (1 Wo.)DE | AT— GoldAT | — | UK— SilberUK | US35 Platin · (4 Wo.)US | Charteinstieg: 5. April 2019 Verkäufe: + 1.460.000                  |
| 2019 | My Strange Addiction          | DE86 (1 Wo.)DE | AT— GoldAT | — | UK— GoldUK | US43 Platin · (4 Wo.)US | Charteinstieg: 5. April 2019 Verkäufe: + 1.835.000                  |
| 2019 | I Love You                    | — | — | CH— PlatinCH | UK— PlatinUK | US53 Platin · (1 Wo.)US | Charteinstieg: 13. April 2019 Verkäufe: + 2.490.000                 |
| 2019 | 8                             | — | — | — | UK— SilberUK | US79 Gold · (1 Wo.)US | Charteinstieg: 13. April 2019 Verkäufe: + 815.000                   |
| 2019 | Listen Before I Go            | — | AT— GoldAT | — | UK— GoldUK | US63 Gold · (1 Wo.)US | Charteinstieg: 13. April 2019 Verkäufe: + 1.365.000                 |

## Rezensionen
| Professionelle Bewertungen | Professionelle Bewertungen |
| -------------------------- | -------------------------- |
| Kritiken                   |                            |
| Quelle                     | Bewertung                  |
| laut.de                    | [ 4 ]                      |

Yannik Gölz von laut.de bewertete When We All Fall Asleep, Where Do We Go? mit vier von möglichen fünf Punkten. Das Album sei inhaltlich „so etwas wie das Bekennerschreiben eines Generationenkonflikts. Es ist wohlstandsverwahrlost, vom Leben gelangweilt und bis in die Poren zynisch.“ Darauf würden die Musikstile „Trap, Electro und nokturnaler Indie-Pop“ vermischt, wobei die Songs durch „innovative Produktion und wagemutiges Songwriting“ auffielen. Letztendlich sei das Album ein „exzentrisches, aber faszinierendes Projekt.“

## Kommerzieller Erfolg

### Chartplatzierungen
In den US-amerikanischen Billboard 200 debütierte das Album auf Platz eins mit 313.000 Album-Äquivalenten, von denen 170.000 aus reinen Verkäufen stammten.
| ChartsChartplatzierungen       | Höchstplatzierung | Wochen |
| ------------------------------ | ----------------- | ------ |
| Deutschland (GfK)              | 3 (… Wo.)         | …      |
| Österreich (Ö3)                | 1 (263 Wo.)       | 263    |
| Schweiz (IFPI)                 | 1 (… Wo.)         | …      |
| Vereinigte Staaten (Billboard) | 1 (… Wo.)         | …      |
| Vereinigtes Königreich (OCC)   | 1 (218 Wo.)       | 218    |

| ChartsJahrescharts (2019)      | Platzierung |
| ------------------------------ | ----------- |
| Deutschland (GfK)              | 14          |
| Österreich (Ö3)                | 3           |
| Schweiz (IFPI)                 | 5           |
| Vereinigte Staaten (Billboard) | 1           |
| Vereinigtes Königreich (OCC)   | 4           |

| ChartsJahrescharts (2020)      | Platzierung |
| ------------------------------ | ----------- |
| Deutschland (GfK)              | 19          |
| Österreich (Ö3)                | 4           |
| Schweiz (IFPI)                 | 3           |
| Vereinigte Staaten (Billboard) | 11          |
| Vereinigtes Königreich (OCC)   | 4           |

| ChartsJahrescharts (2021)      | Platzierung |
| ------------------------------ | ----------- |
| Deutschland (GfK)              | 48          |
| Österreich (Ö3)                | 10          |
| Schweiz (IFPI)                 | 16          |
| Vereinigte Staaten (Billboard) | 27          |
| Vereinigtes Königreich (OCC)   | 33          |

| ChartsJahrescharts (2022)      | Platzierung |
| ------------------------------ | ----------- |
| Deutschland (GfK)              | 76          |
| Österreich (Ö3)                | 24          |
| Schweiz (IFPI)                 | 40          |
| Vereinigte Staaten (Billboard) | 58          |
| Vereinigtes Königreich (OCC)   | 60          |

| ChartsJahrescharts (2023)      | Platzierung |
| ------------------------------ | ----------- |
| Österreich (Ö3)                | 58          |
| Schweiz (IFPI)                 | 58          |
| Vereinigte Staaten (Billboard) | 92          |

| ChartsJahrescharts (2024)      | Platzierung |
| ------------------------------ | ----------- |
| Deutschland (GfK)              | 67          |
| Österreich (Ö3)                | 36          |
| Schweiz (IFPI)                 | 29          |
| Vereinigte Staaten (Billboard) | 110         |
| Vereinigtes Königreich (OCC)   | 97          |

### Auszeichnungen für Musikverkäufe
| Land/Region                  | Auszeichnungen für Musikverkäufe (Land/Region, Auszeichnung, Verkäufe) | Verkäufe  |
| ---------------------------- | ---------------------------------------------------------------------- | --------- |
| Australien (ARIA)            | 5× Platin                                                              | 350.000   |
| Belgien (BRMA)               | Platin                                                                 | 20.000    |
| Brasilien (PMB)              | 3× Diamant                                                             | 480.000   |
| Dänemark (IFPI)              | 6× Platin                                                              | 120.000   |
| Deutschland (BVMI)           | 3× Gold                                                                | 300.000   |
| Finnland (IFPI)              | 5× Platin                                                              | 100.000   |
| Frankreich (SNEP)            | 3× Platin                                                              | 300.000   |
| Island (IFPI)                | Gold                                                                   | 2.500     |
| Italien (FIMI)               | 3× Platin                                                              | 150.000   |
| Kanada (MC)                  | 7× Platin                                                              | 560.000   |
| Mexiko (AMPROFON)            | 2× Diamant · + 4× Platin                                               | 840.000   |
| Neuseeland (RMNZ)            | 7× Platin                                                              | 105.000   |
| Norwegen (IFPI)              | 7× Platin                                                              | 140.000   |
| Österreich (IFPI)            | 4× Platin                                                              | 60.000    |
| Polen (ZPAV)                 | Diamant                                                                | 100.000   |
| Portugal (AFP)               | Platin                                                                 | 15.000    |
| Schweiz (IFPI)               | 2× Platin                                                              | 40.000    |
| Singapur (RIAS)              | 2× Platin                                                              | 20.000    |
| Spanien (Promusicae)         | Platin                                                                 | 40.000    |
| Ungarn (MAHASZ)              | 3× Platin                                                              | 12.000    |
| Vereinigte Staaten (RIAA)    | 4× Platin                                                              | 4.000.000 |
| Vereinigtes Königreich (BPI) | 3× Platin                                                              | 900.000   |
| Insgesamt                    | 2× Gold · 69× Platin · 6× Diamant ·                                    | 8.654.500 |

Hauptartikel: Billie Eilish/Auszeichnungen für Musikverkäufe